# Давыдкин, Николай Степанович
Николай Степанович Давыдкин (род. 11 июля 1958, Воскресенск, Московская область) — советский и российский хоккеист, защитник. Мастер спорта СССР. Российский тренер.

## Биография
Начал заниматься хоккеем с шести лет. Воспитанник воскресенского «Химика». В чемпионате СССР провёл за команду 11 сезонов — 453 матча, 48 шайб. Бронзовый призёр чемпионата СССР (1983/84). Обладатель Кубка федерации хоккея Франции, Хенингер Кап (Германия). Участвовал в турне по США в декабре 1986 в составе московского «Спартака».
Играл в Швеции за клубы «Брюнес» (1988/89 — 1989/90, 1991/92) и «Мёльндаль» (1990/91). Выступал в Норвегии за «Сторхамар» (1992/93 — 1993/94).
В России выступал за клуб класса «Б» первенства России «Сокол» Луховицы (1994/95 — 1996/97) и «Химик» (1999).
Работал тренером в системе «Химика» (2001—2006), главный тренер ХК «Дмитров» (2006/07 — 2007/08), тренер клуба «Молот-Прикамье» (2008), главный тренер «Кристалла» Электросталь (2009), тренер (2009, 2010) и главный тренер (2010/11) ХК «Владимир», главный тренер «Прогресса» Глазов (2010), тренер ХК «Рязань» (2012/13).
Главный тренер команды «Тропик» (Тула) из корпоративной и ночной хоккейных лиг. Тренер команды СБ ОХЛ из ЛХЛ-77.